# زواج المثليين في تشيواوا
أصبح زواج المثليين قانونيا في الولاية المكسيكية تشيواوا منذ 12 يونيو 2015، وذلك نتيجة لقرار من المحافظ سيزار هوراسيو دوارتي ياكويث. وفقًا للنظام الأساسي، في المكسيك، إذا كانت هناك خمسة أحكام صادرة عن المحاكم بشأن قضية واحدة تؤدي إلى نفس النتيجة، فإن الهيئات التشريعية ملزمة بتغيير القانون. في حالة تشيواوا، تم اتخاذ القرار بشأن أكثر من 20 أمرا قضائيا فرديا بنفس النتيجة، لكن الكونغرس لم يتصرف. تحسبا لقرار محكمة العدل العليا في الأمة بالكونغرس للتصرف، أعلن الحاكم أنه لن يكون هناك أي حظر إضافي في الولاية.

## تاريخ

### الأوامر القضائية
في 19 مارس 2014، تقدمت سبعة زوجات من المثليات بطلب للحصول على رخصة زواج ورُفضن ذلك. تقدمن بعد ذلك بأمر قضائي. في 30 يونيو 2014، قدم 26 زوجًا إضافيًا أمرا قضائا جماعيًا. في يوليو 2014، مُنح زوجان مثليان الحق في الزواج عن طريق أمر قضائي، لكن القاضي لم يعط أي تعليمات للإصلاح إلى الكونغرس أو السجل المدني أو الحاكم. غير راضين عن نطاق الحكم، تم تقديم استئناف في 16 يوليو 2014. في 17 أكتوبر 2014، تم رفع القضية إلى المحكمة العليا، وكانت أول جلسة استماع لقضية للمساواة من تشيواوا تقدم إلى المحكمة العليا. في 22 أبريل 2015، وافقت المحكمة العليا على النظر في قضية لتحديد ما إذا كان الأزواج الذين رفعوا أوامر قضائية يحق لهم الحصول على تعويضات من الولاية. في منتصف أغسطس 2014، عقد زواج مثلي سادس في تشيواوا. في 20 أغسطس 2014، وقع زواج مثلي آخر في الولاية. بحلول أغسطس 2014، لم تحدث حالات لزواج المثليين إلا في مدينة خواريز وفي مدينة تشيواوا. ومع ذلك، بحلول يوليو 2014، تم تقديم 33 أمباروس في الولاية، 22 في العاصمة تشيواوا و 11 في مدينة خواريز، وتمت الموافقة على 9. في 13 ديسمبر 2014، عُقد حفل زفاف جماعي لأربعة زوجات من المثليات الذين حصلوا على أوامر قضائية في مدينة خواريز، والذي رفع مجموع حالات زواج المثليين في الولاية إلى 14 عام 2014. في فبراير 2015، أُعلن أن 25 أمرا قضائيا نجحت في الولاية، لكن لم يتخذ أي إجراء تشريعي حلاً للمواد غير الدستورية في القانون المدني.
في أواخر ديسمبر 2015، تم منح زوجين مثليين أوامر قضائية للزواج. في 1 يونيو 2016، حكمت الغرفة الأولى بالمحكمة العليا المكسيكية بعدم دستورية المادتين 134 و 135 من قانون تشيواوا المدني، ومنحت أمرا قضائيا لامرأتين سعتا للزواج. أشارت هذه الحالات الثلاث إلى أن بعض البلديات في الولاية لم تتبع قرار الحاكم سيزار هوراسيو دوارتي جاكيز (انظر أدناه).
في فبراير 2017، قضت المحكمة العليا المكسيكية بأن قانون تشيواوا المدني غير دستوري لأنه لم يتم تعديله بعد ليعكس تقنين زواج المثليين (انظر «مشروع مساواة المكسيك» لمزيد من التفاصيل). أمرت المحكمة العليا كونغرس الولاية بتغيير قانونها المدني في غضون 90 يومًا. بعد صدور الحكم، قال العديد من المشرعين المحافظين إنهم سيتحدون المحكمة. ادعى نائب عن حزب العمل الوطني خطأ أن المحكمة العليا لا يمكنها إجبار الولاية على تغيير القانون المدني لها، وأعلن حزب اللقاء الاجتماعي أنهم سيقاضون الولاية إذا سمحت للأزواج المثليين في الزواج. ومع ذلك، دعا الحاكم خافيير كورال جورادو إلى مناقشة زواج المثليين في كونغرس الولاية. في أواخر مارس، أجرى السجل المدني في تشيواوا التعديلات اللازمة على شهادات الزواج، وغيَر عبارة «اسم العريس» و «اسم العروس» إلى «أسماء الأطراف المتعاقدة»، وبالتالي انطباقها أيضًا على الأزواج المثليين. تم إجراء تغييرات على شهادات الميلاد. تسببت هذه التغييرات في ضجة داخل المجموعات المحافظة. في أبريل 2017، أصدر الحاكم أمرًا تنفيذيًا بإعادة عبارة «الأم» و «الأب» في شهادات الميلاد. على الرغم من أن المحكمة العليا قد أمرت الكونغرس بتغيير القانون المدني في غضون 90 يومًا، إلا أنه بحلول ديسمبر 20 لم يتم تعديل القانون المدني للامتثال للدستور المكسيكي من خلال حذف تعريف الزواج كزواج بين المغايرين فقط. في أكتوبر 2018، قضت محكمة المقاطعة العاشرة بأنه في حالة فشل الكونغرس في تحديث قانونه المدني «قريبًا»، فإن المشرعين قد عصوا ولم يحترموا المحكمة وستأمر بطردهم من منصبهم.

### الاجراءات التشريعية
في ديسمبر/كانون الأول 2012، عُرض على المشرعين اقتراح لتعديل المادة 143 من القانون المدني لولاية تشيواوا، مما سيسمح بزواج المثليين. بعد سنوات دون اتخاذ أي إجراء تشريعي، في يوليو 2014، أعلنت كتلة حزب العمل الوطني أنها ستنظر في الموافقة على الاتحادات المدنية، ولكن ليس زواج المثليين. رفضت منظمات المثليين الاقتراح، لأنه لن يتيح إمكانية مشاركة الزوجين في مزايا الضمان الاجتماعي أو معاشات التقاعد أو غيرها من المزايا القانونية للزواج. استجابةً للتقاعس التشريعي، تم رفع أمر قضائي جماعي في يوليو 2014 بهدف إعلان عدم دستورية القانون المدني. تمت الموافقة على الأمر القضائي الجماعي في 13 نوفمبر 2014، وأُعلنت المادتان 134 و 135 من القانون المدني للولاية غير دستورية، والتي تتطلب تعويضات للأزواج المثليين وأُمر كونغرس الولاية بتشريع زواج المثليين. في أوائل فبراير 2015، حكم القاضي كوينكا زامورا أن ولاية تشيواوا عليها الالتزام بالنتائج التي توصل إليها الأمر القضائي. وأُحيل رأيه القانوني إلى مجلس التنسيق البرلماني لبدء العمليات التشريعية لتنفيذ التغيير في القانون المدني.
بعد أن أصدرت المحكمة العليا تعليماتها بأن على المحاكم الموافقة على أوامر القضائية لزواج المثليين على أساس الحماية الدستورية التي تنص على وجوب توفير الحقوق على قدم المساواة دون تمييز لجميع الناس، قدمت النائبة في الكونغرس ماريا يوجينيا كامبوس غالفان عن حزب العمل الوطني مبادرة إلى كونغرس تشيواوا من أجل تحديد الزواج كاتحاد بين رجل واحد وامرأة واحدة لغرض الإنجاب. تم دعم اقتراحها من قبل كتلة المشرعين عن حزب العمل الوطني.
في 9 مارس 2017، تم تقديم مشروع قانون لتعديل القانون المدني للولاية بحيث يعكس تقنين زواج المثليين من قبل نائب رئيس حزب الثورة الديمقراطية كريستال توفار أراغون.

### مرسوم الحاكم

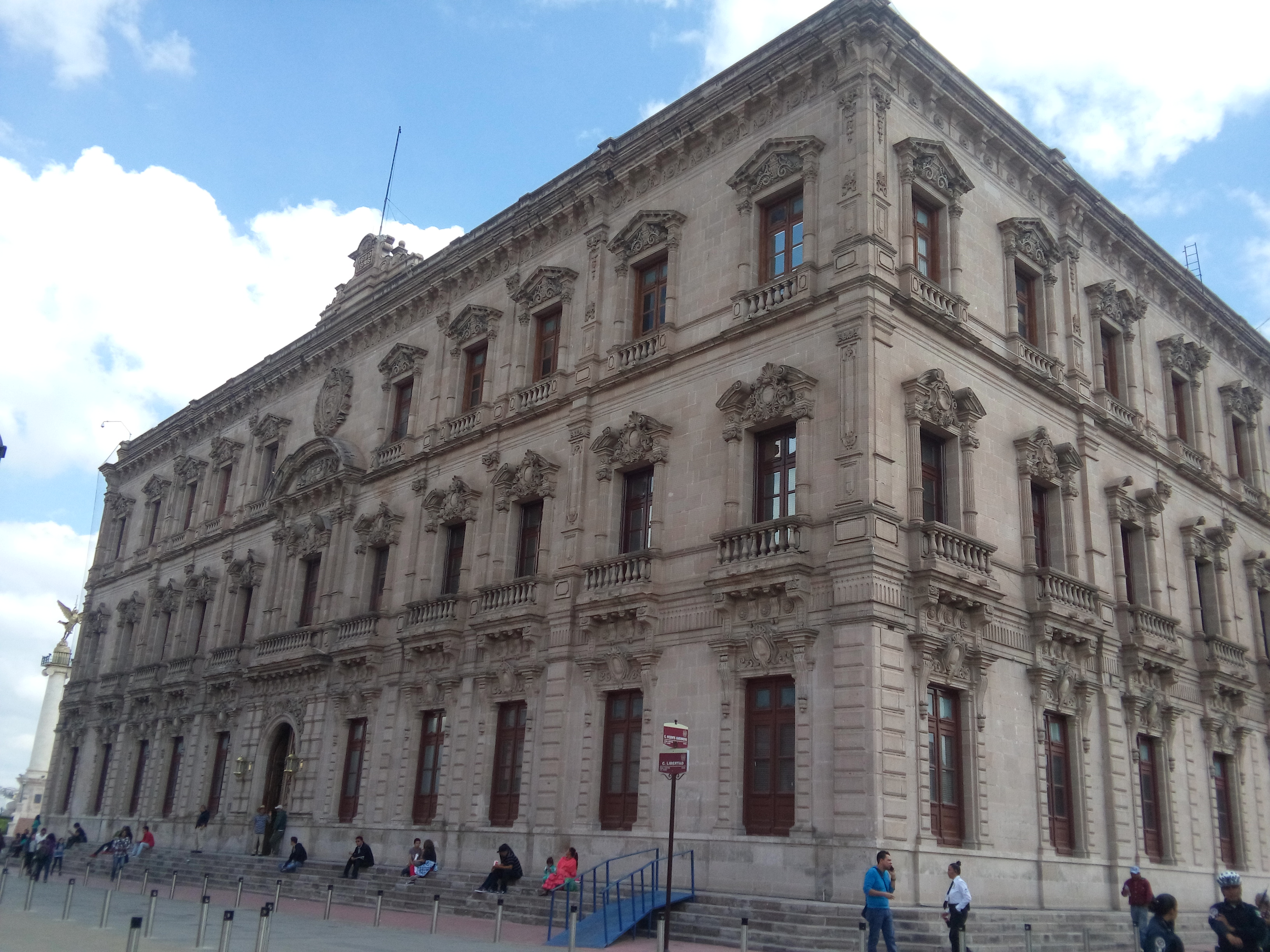
قصر الحكومة في تشيواوا، مقر ولاية السلطة التنفيذية

في 11 يونيو 2015، أعلن حاكم الولاية أن الولاية لن تمنع زواج المثليين، مما يجعل تشيواوا الولاية الرابعة في المكسيك التي تشرع زواج المثليين. أعلن الحاكم سيزار دوارتي جاكيز أن التراخيص ستكون متاحة من 12 يونيو.
في سبتمبر 2016، حاول المشرعون الذين عارضوا زواج المثليين دون جدوى إلغاء مرسوم الحاكم.
في أبريل 2017، ذكرت العديد من وسائل الإعلام المكسيكية أن حاكم تشيواوا أصدر مرسومًا جديدًا يحظر زواج المثليين في الولاية. وبعد بضعة أيام، أوضح الحاكم أنه أصدر مرسومًا يرجع نماذج شهادات الميلاد القديمة، لكنه نفى إصدار مرسوم يحظر زواج المثليين. وأكد أنه يُسمح للأزواج المثليين بالتزوج في الولاية دون الحاجة إلى أمر قضائي. بالإضافة إلى ذلك، قال انه بالفعل زوج شخصيا 30 من الأزواج المثليين في ديليسياس، كويهيموك وخواريز.
وفقًا للنظام الوطني لتنمية الأسرة المتكاملة، ينفذ مكتب الدفاع عن الأطفال والأسرة نفس البروتوكول لجميع الأزواج الذين يسعون للتبني بصرف النظر عن توجههم الجنسي. بحلول يونيو 2016، طلب خمسة من الأزواج المثليين التبني. في يونيو 2017، تم تسجيل ولادة ابنة لزوجين مثليين في مدينة تشيواوا، عاصمة الولاية. تمكن زوجان مثليان من تسجيل ولادة طفلهما بنجاح في أواخر يونيو 2017.

## إحصاءات الزواج
حدثت 190 حالة زواج المثليين في الولاية في السنة الأولى بعد مرسوم الحاكم.
من يناير 2017 إلى نوفمبر 2017، تزوج 300 من الأزواج المثليين في الولاية. بالإضافة إلى ذلك، خلال تلك الفترة الزمنية، تم تنفيذ تبني المثليين للأطفال في الولاية.

## الرأي العام
أظهر استطلاع للرأي أجراه عام 2017 بواسطة مجلس الاتصالات الاستراتيجية أن 45% من سكان تشيواوا يؤيدون زواج المثليين. كان 52.5% يعارضون ذلك.
وفقًا لمسح أجرته في عام 2018 من قبل المعهد الوطني للإحصاء والجغرافيا، عارض 36% من سكان تشيواوا زواج المثليين.